# Artūras Jeršovas
Artūras Jeršovas (Vilnius, 10 luglio 1986) è un ex calciatore lituano, di ruolo attaccante.

## Carriera

### Club
Ha giocato nella massima serie lituana.

### Nazionale
Tra il 2007 ed il 2008 ha giocato 5 partite in Under-21, 3 delle quali nelle qualificazioni agli Europei di categoria.
Nel 2010 ha giocato una partita in nazionale, subentrando dalla panchina negli ultimi 9 minuti della partita amichevole persa per 2-0 sul campo dell'Ungheria.

## Statistiche

### Cronologia presenze e reti in nazionale
| Cronologia completa delle presenze e delle reti in nazionale ― Lituania | Cronologia completa delle presenze e delle reti in nazionale ― Lituania | Cronologia completa delle presenze e delle reti in nazionale ― Lituania | Cronologia completa delle presenze e delle reti in nazionale ― Lituania | Cronologia completa delle presenze e delle reti in nazionale ― Lituania | Cronologia completa delle presenze e delle reti in nazionale ― Lituania | Cronologia completa delle presenze e delle reti in nazionale ― Lituania | Cronologia completa delle presenze e delle reti in nazionale ― Lituania |
| Data                                                                    | Città                                                                   | In casa                                                                 | Risultato                                                               | Ospiti                                                                  | Competizione                                                            | Reti                                                                    | Note                                                                    |
| ----------------------------------------------------------------------- | ----------------------------------------------------------------------- | ----------------------------------------------------------------------- | ----------------------------------------------------------------------- | ----------------------------------------------------------------------- | ----------------------------------------------------------------------- | ----------------------------------------------------------------------- | ----------------------------------------------------------------------- |
| 17-11-2010                                                              | Székesfehérvár                                                          | Ungheria                                                                | 2 – 0                                                                   | Lituania                                                                | Amichevole                                                              | -                                                                       | 81’                                                                     |
| Totale                                                                  |                                                                         | Presenze                                                                | 1                                                                       |                                                                         | Reti                                                                    | 0                                                                       |                                                                         |

## Palmarès

### Club

#### Competizioni nazionali
- Coppa di Lituania: 1

Žalgiris Vilnius: 2011-2012

#### Competizioni internazionali
- Baltic League: 1

FBK Kaunas: 2008